# Jean Marie Charles Abadie
Jean Marie Charles Abadie (n. 1842 - d. 1932) a fost un oftalmolog francez. Abadie este numit în anul 1870 „Doctor în medicină”, lucrează în Hôtel-Dieu de Paris (spital din Paris). 
A fost preocupat în mode deosebit de tratamentul glaucomului, trahomului (infecție oculară produsă de „Chlamydia trachomatis”) și reușește prin injectare de alcool tratarea nervului trigemen.
De asemenea după numele lui este numit „Semnul Abadie” fenomenul de retracție a pleoapei superioare în boala lui Basedow.
1. 1 2   https://www.leonore.archives-nationales.culture.gouv.fr/ui/notice/23 Lipsește sau este vid: |title= (ajutor)
2. ↑  Charles Abadie, Base biographique
3. 1 2  Autoritatea BnF, accesat în 10 octombrie 2015
4. ↑  Charles Jean Marie Abadie, Baza de date Léonore, accesat în 9 octombrie 2017